# Tolyphus capensis
Tolyphus capensis là một loài bọ cánh cứng trong họ Phalacridae. Loài này được Guérin-Méneville miêu tả khoa học năm 1844.